# ترقيم صيني
الترقيم الصيني هو الطريقة المتبعة في اللغة الصينية لترقيم النصوص. تستعمل الصينية علامات للعطف "、" ولفصل الكلمات الأجنبية عن بعضها "‧" مثلا في الأسماء وللمد "～" ولأسماء الأعلام  " __" وللعناوين "﹏﹏" وللإبراز «·» إضافة إلى علامات تشابه العلامات الأوروبية.